# La fantastica signora Maisel
La fantastica signora Maisel (The Marvelous Mrs. Maisel) è una serie televisiva statunitense creata da Amy Sherman-Palladino per Amazon Studios e distribuita dal 2017 al 2023 per cinque stagioni su Prime Video.
La serie, ambientata nel mondo della stand-up comedy newyorkese tra la fine degli anni cinquanta e i primi anni sessanta del XX secolo, ha ottenuto numerosi riconoscimenti, venendo premiata, tra gli altri, con 3 Golden Globe (di cui 2 alla protagonista Rachel Brosnahan), 5 Critics' Choice Awards e 17 Emmy Award.

## Trama
Midge Maisel è una casalinga ebrea che vive a New York nel 1958. Suo marito Joel tenta, con scarso successo, di esibirsi come comico. Midge aiuta Joel fornendo dei riscontri positivi sui suoi spettacoli. Una sera, guardando uno show comico in televisione, scopre che Joel ha rubato una battuta a Bob Newhart, ma egli si giustifica dicendo che è alle prime armi e che tutti i comici rubano degli spettacoli. Una notte, dopo una prestazione sul palco particolarmente malriuscita e con in più una coppia di amici a far da spettatori, Joel confessa a Midge che ha una relazione con la sua segretaria e la lascia. Midge va dalla sua famiglia per chiedere sostegno, ma riceve soprattutto critiche per la sua scelta di aver sposato Joel.
Dopo essersi ubriacata, Midge torna nel Comedy Club dove Joel si esibiva di solito, il Gaslight Cafe, improvvisa uno spettacolo su quanto fosse accaduto quella sera che riscuote immediati applausi e, in preda ai fumi dell'alcool, mostra il seno a dimostrazione di quanto sia ancora una donna attraente. Viene immediatamente arrestata e portata in carcere per atti osceni in luogo pubblico. La mattina seguente, al suo rilascio, incontra il comico Lenny Bruce, anch'egli in fase di scarcerazione. Bruce avverte Midge che l'ambiente della comicità è tremendo, ma Midge prende la sua opinione come un incoraggiamento e si riunisce con Susie, una manager del Gaslight cafe, per affinare il suo pezzo comico.

## Episodi
| Stagioni         | Episodi | Pubblicazione USA | Pubblicazione Italia |
| ---------------- | ------- | ----------------- | -------------------- |
| Prima stagione   | 8       | 2017              | 2018                 |
| Seconda stagione | 10      | 2018              | 2019                 |
| Terza stagione   | 8       | 2019              | 2020                 |
| Quarta stagione  | 8       | 2022              | 2022                 |
| Quinta stagione  | 9       | 2023              | 2023                 |

## Personaggi e interpreti
- Midge Maisel (stagioni 1-5), interpretata da Rachel Brosnahan, doppiata da Valentina Favazza.[1][2]
- Susie Myerson (stagioni 1-5), interpretata da Alex Borstein, doppiata da Tatiana Dessi.[1][3]
- Joel Maisel (stagioni 1-5), interpretato da Michael Zegen, doppiato da Luca Mannocci.[1][4]
- Rose Weissman (stagioni 1-5), interpretata da Marin Hinkle, doppiata da Alessandra Korompay.[1][5]
- Abe Weissman (stagioni 1-5), interpretato da Tony Shalhoub, doppiato da Franco Mannella.[1][6]
- Moishe Maisel (stagioni 2-5, ricorrente stagione 1), interpretato da Kevin Pollak, doppiato da Gianni Giuliano.
- Shirley Maisel (stagioni 3-5, ricorrente stagioni 1-2), interpretata da Caroline Aaron, doppiata da Daniela Debolini.
- Sophie Lennon (stagione 3, ricorrente stagioni 2, 4, guest star stagioni 1, 5), interpretata da Jane Lynch, doppiata da Roberta Greganti.
- Lenny Bruce (stagione 4, ricorrente stagioni 1-3, 5), interpretato da Luke Kirby, doppiato da Francesco Pezzulli.
- Gordon Ford (stagione 5, ricorrente stagione 4), interpretato da Reid Scott, doppiato da Ruggero Andreozzi.
- Dinah Rutledge (stagione 5, ricorrente stagione 4), interpretata da Alfie Fuller, doppiata da Lavinia Paladino.
- Mike Carr (stagione 5, ricorrente stagione 4), interpretato da Jason Ralph, doppiato da Emanuele Ruzza.

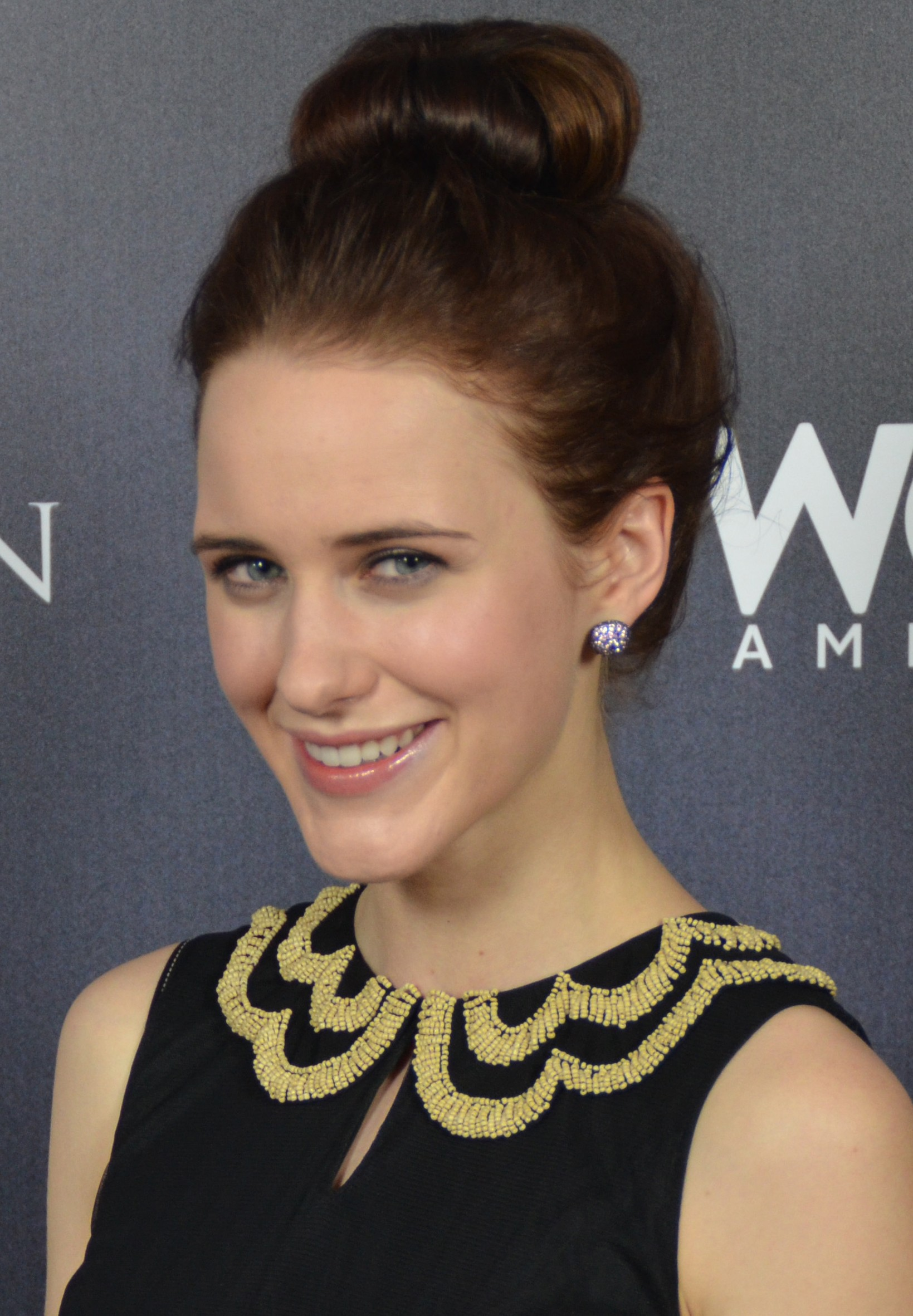
Rachel Brosnahan, interprete di Midge Maisel.
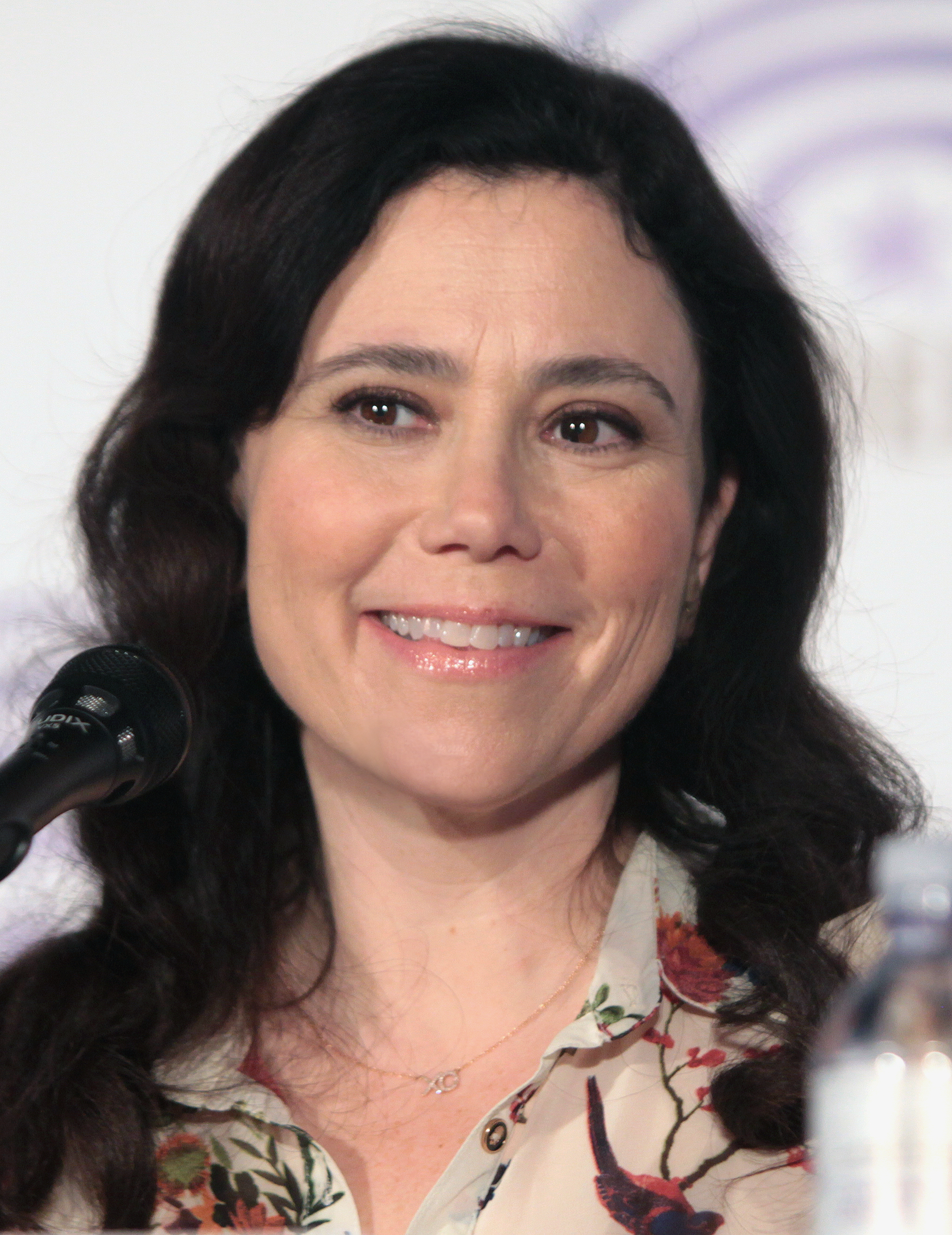
Alex Borstein, interprete di Susie Myerson.
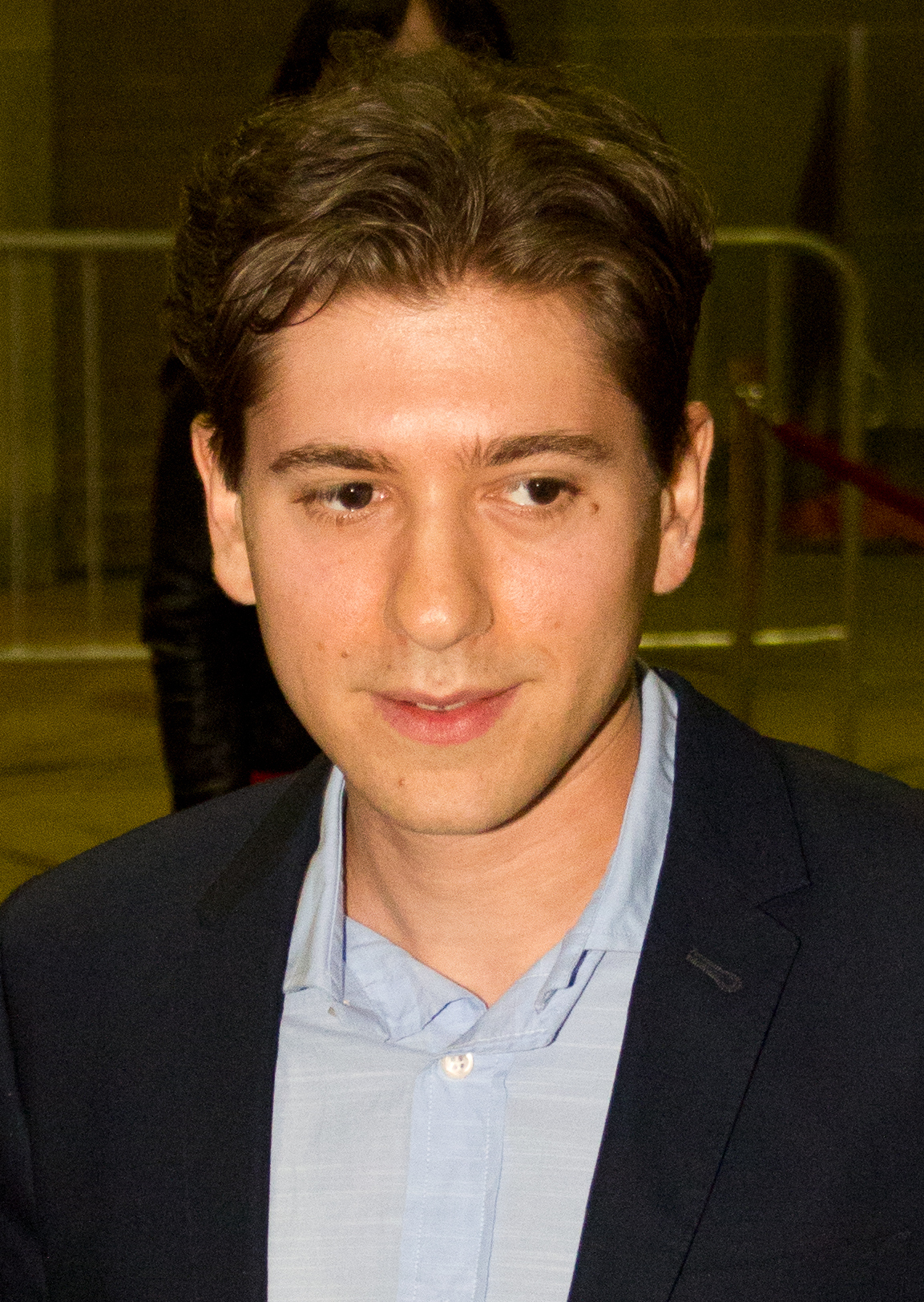
Michael Zegen, interprete di Joel Maisel.
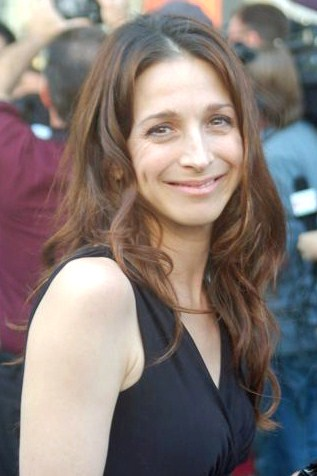
Marin Hinkle, interprete di Rose Weissman.
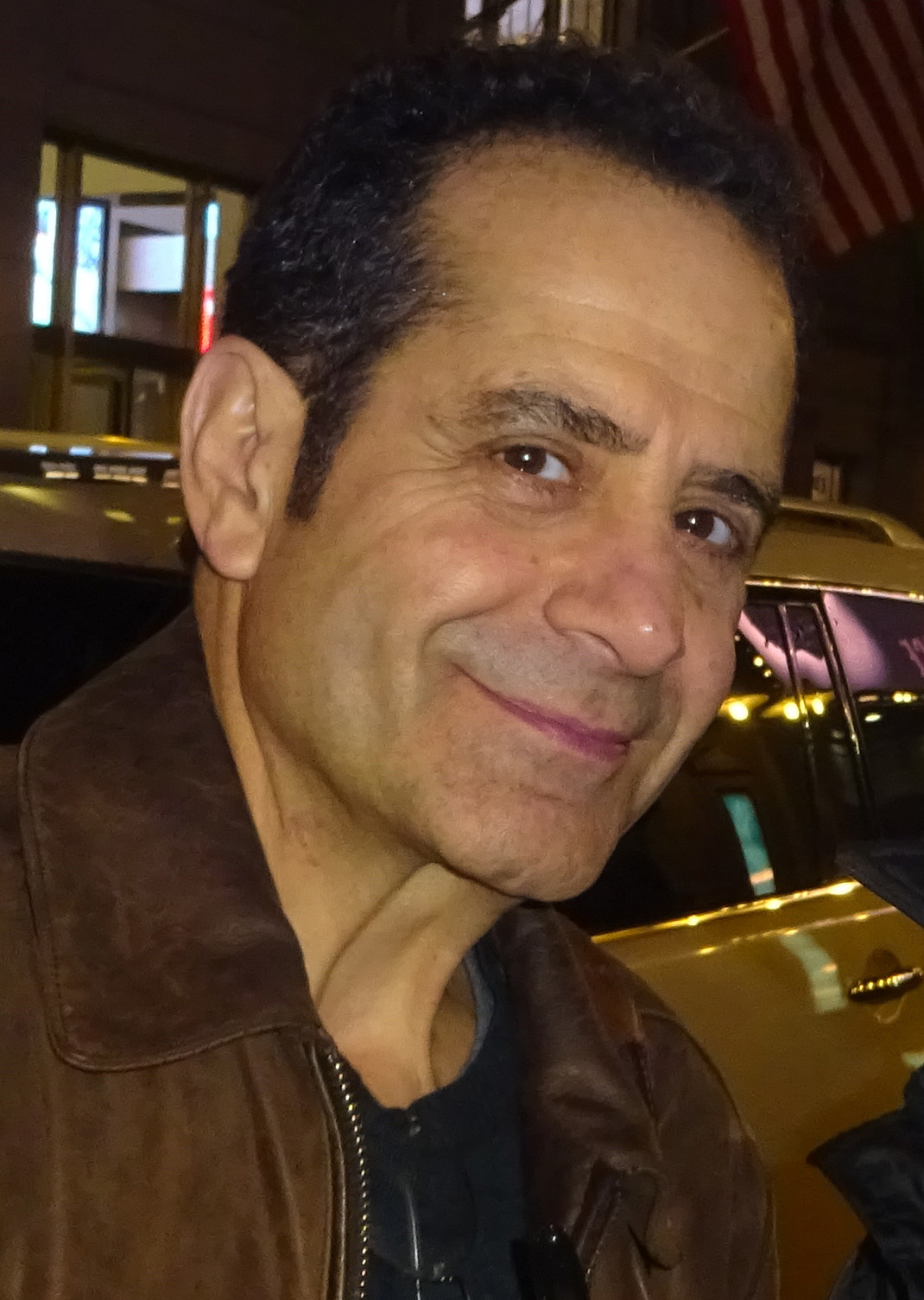
Tony Shalhoub, interprete di Abe Weissman.

## Produzione
Il 10 aprile 2017, Amazon ordina due stagioni, di cui la prima composta da 8 episodi.
Il 17 febbraio 2022 la serie è stata rinnovata per una quinta e ultima stagione.

## Distribuzione
L'episodio pilota viene distribuito il 17 marzo 2017, mentre i rimanenti 7 episodi vengono distribuiti il 29 novembre 2017. In Italia la prima stagione della serie è stata pubblicata prima in lingua originale il 29 novembre 2017 e poi in italiano su Prime Video il 26 gennaio 2018.
La terza stagione, composta da otto episodi e registrata a partire da aprile,, viene pubblicata in lingua originale con sottotitoli in italiano il 6 dicembre 2019 e con il doppiaggio in lingua italiana il 7 febbraio 2020. La quarta stagione viene pubblicata su Prime Video in italiano dal 18 febbraio all'11 marzo 2022, al ritmo di due episodi a settimana, ogni venerdì.
Nel marzo 2023 viene annunciato che i primi tre episodi della quinta e ultima stagione, sarebbero stati pubblicati su Prime Video a partire dal 14 aprile, a seguire gli altri episodi sarebbero stati resi disponibili online settimanalmente.

## Accoglienza
L'episodio pilota della serie è stato uno dei maggiori successi di Prime Video, raggiungendo un punteggio medio di 4,9 stelle. La recensione di Julia Raeside su The Guardian ha elogiato "la combinazione del dialogo battente [di Sherman-Palladino] e il fascino assolutamente vincente della Brosnahan", mentre Esther Zuckerman di The A.V. Club ha elogiato le scenografie, definendole "eccezionali" e ha detto "questa è una serie altrettanto sicura come la sua eroina - e che eroina. Midge è già complessa, conflittuale, esilarante e affascinante". Willa Paskin di Slate ha definito l'episodio "un knockout", affermando che l'elemento di stand-up "introduce un benvenuto, sia verbale che tematico, nell'affascinante ma maniacale lavoro di Sherman-Palladino".

## Riconoscimenti

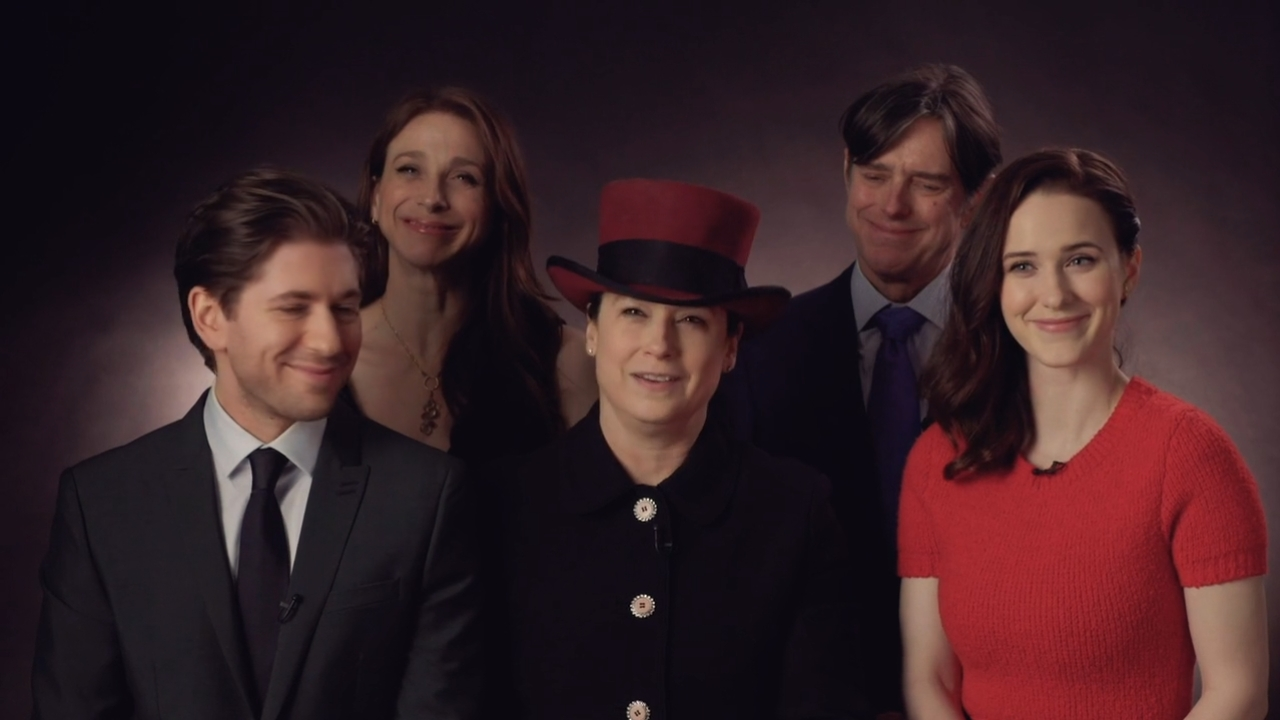
Il cast della serie televisiva ai Peabody Award nel 2018.

Sin dall'esordio la serie ha avuto apprezzamenti di pubblico e critica ottenendo numerosi premi e candidature. La serie detiene il record per la maggior quantità di vittorie al Premio Emmy per un programma originale distribuito da una piattaforma streaming, con un totale di venti premi. Nel 2018, l'American Film Institute ha incluso la serie televisiva nella lista dei dieci programmi televisivi dell'anno. Nel medesimo anno, la serie ha ricevuto un'onorificenza ai Peabody Award.